# André Hunebelle
André Hunebelle (n. 1 septembrie 1896, Meudon, Seine-et-Oise, Franța – d. 27 noiembrie 1985, Nisa, Franța) a fost un regizor de film francez și meșter în sticlă.

## Filmografie
- 1948 : Métier de fous
- 1949 : Mission à Tanger, cu Raymond Rouleau
- 1949 : Millionnaires d'un jour
- 1950 : Beware of Blondes, cu Raymond Rouleau, Martine Carol, Claude Farell
- 1951 : Massacre en dentelles, cu Thilda Thamar
- 1952 : Monsieur Taxi, cu Michel Simon
- 1952 : My Husband Is Marvelous
- 1953 : Cei trei mușchetari (Les Trois Mousquetaires), cu Georges Marchal șandi Bourvil
- 1954 : Cadet Rousselle, cu François Périer, Dany Robin, Bourvil, Madeleine Lebeau
- 1955 : Treize à table, cu Annie Girardot
- 1955 : L'impossible Monsieur Pipelet
- 1956 : Mannequins de Paris
- 1957 : Casinos de Paris
- 1958 : Les femmes sont marrantes
- 1958 : Taxi, Roulotte et Corrida
- 1959 : Cocoșatul (Le Bossu), cu Jean Marais, Sabine Sesselmann, Bourvil
- 1960 : Le Capitan, cu Jean Marais, Bourvil, Elsa Martinelli
- 1961 : Miracolul lupilor, cu Jean Marais, Rosanna Schiaffino, Jean-Louis Barrault, Roger Hanin
- 1962 : Misterele Parisului, cu Jean Marais, Dany Robin, Jill Haworth, Raymond Pellegrin, Pierre Mondy
- 1963 : OSS 117 se déchaîne, cu Kerwin Mathews, Irina Demick, Nadia Sanders, Henri-Jacques Huet
- 1963 : Méfiez-vous, mesdames!
- 1964 : Fantomas, cu Jean Marais, Louis de Funès, Mylène Demongeot, Jacques Dynam
- 1964 : Banco à Bangkok pour OSS 117, cu Kerwin Mathews, Robert Hossein, Pier Angeli
- 1965 : Furia à Bahia pour OSS 117, cu Frederick Stafford, Mylène Demongeot, Raymond Pellegrin, Perrette Pradier
- 1965 : Fantomas se dezlănțuie (Fantômas se déchaîne), cu Jean Marais, Louis de Funès, Mylène Demongeot, Jacques Dynam
- 1967 : Fantomas contra Scotland Yard (Fantômas contre Scotland Yard), cu Jean Marais, Louis de Funès, Mylène Demongeot, Jacques Dynam
- 1968 : Sub semnul lui Monte Cristo, cu Paul Barge, Claude Jade, Anny Duperey, Pierre Brasseur, Michel Auclair
- 1968 : Niente rose per OSS 117, cu John Gavin, Margaret Lee, Curt Jurgens
- 1974 : Les quatre Charlots mousquetaires, cu Les Charlots, Josephine Chaplin, Daniel Ceccaldi
- 1978 : Ça fait tilt, cu Bernard Menez, Eleonora Giorgi, Michel Constantin, Yoko Tani, Jacques Morel

## Legături externe
- André Hunebelle Master Glass Artist
- André Hunebelle la Internet Movie Database